# Tragedia dell'ultramaratona del Gansu
La tragedia dell'ultramaratona del Gansu si riferisce ai fatti avvenuti nel corso della gara di ultramaratona disputatasi nella provincia del Gansu, in Cina, il 22 maggio 2021, dove hanno perso la vita per grave ipotermia 21 partecipanti alla competizione e altri 8 sono rimasti feriti. Nessun atleta ha completato la gara di 100 km.

## La gara
L'ultramaratona, nella quale gli atleti avrebbero dovuto percorrere 100 km nella cosiddetta foresta di pietra del fiume Giallo, ha preso il via alle ore 9:00 (ora locale) di sabato 22 maggio 2021. 172 corridori sono partiti indossando pantaloncini e magliette, come nella maggior parte degli eventi di questo tipo. Il percorso prevedeva un anello che raggiungeva la massima elevazione di 2000 metri s.l.m.
Intorno alle ore 12:00, in un tratto difficoltoso del percorso, gli atleti sono stati colti da un repentino cambiamento delle condizioni atmosferiche, con forti piogge, grandine e vento gelido. Intorno alle ore 14:00 la gara è stata sospesa. Diversi corridori sono svenuti in condizioni di ipotermia e dopo le prime richieste di aiuto le autorità hanno inviato una prima squadra di soccorso che ha recuperato 18 atleti.
In serata è stata avviata una grande operazione di recupero che ha coinvolto 1200 soccorritori attrezzati con droni muniti di rilevatori termici e radar. Sei concorrenti sono stati messi in salvo da un pastore, che li ha fatti riparare in un rifugio riscaldato. Le operazioni, rese difficoltose dalle condizioni del terreno dopo le forti piogge, si sono concluse intorno a mezzogiorno di domenica 23 maggio. L'ultima vittima è stata recuperata alle 9:30 di domenica 23 maggio.
Nella tragedia hanno perso la vita 21 corridori e altri 8 sono rimasti feriti.

## Reazioni
Il Quotidiano del Popolo ha riferito che il governo della provincia del Gansu ha avviato delle indagini per appurare la causa della morte delle 21 vittime.
Diverse critiche sono arrivate, tramite i social network, al governo cittadino di Baiyin, ritenuto colpevole in quanto non aveva predisposto piani di emergenza. La rabbia è stata amplificata quando è stata diramata la notizia che tra le vittime c'erano anche Liang Jing, campione di ultramaratona, e Huang Guanjun, campione nazionale paralimpico.
In una conferenza stampa del 23 maggio il sindaco di Baiyin, Zhang Xuchen, si è scusato per le carenze nell'organizzazione dell'evento e ha espresso le condoglianze della città ai famigliari delle vittime.